# میشل باور
میشل باور (انگلیسی: Michelle Bauer؛ زاده ۱ اکتبر ۱۹۵۸) بازیگر پورنوگرافی اهل ایالات متحده آمریکا است. از فیلم‌هایی که در آن بازی کرده می‌توان کافه گوشت را نام برد.